# Платонов, Николай Фёдорович
Никола́й Фёдорович Плато́нов (13 ноября 1889, Санкт-Петербург — 5 марта 1942, Ленинград) — видный деятель обновленчества, обновленческий митрополит Ленинградский. В 1938—1941 годах — на антирелигиозной работе. До 1923 года — священник Русской православной церкви.

## Биография

### Детство и учёба
Родился 13 ноября 1889 года[по какому календарю?] в семье «художника-богомаза», сына крепостного крестьянина. Учился во Введенской классической гимназии. По воспоминаниям Анатолия Краснова-Левитина, «ещё в гимназии Николай Фёдорович проявил себя как талантливый, честолюбивый юноша». В 1908 году окончил Введенскую гимназию с золотой медалью. Поступил в богословские классы Петербургской духовной семинарии, которую окончил первым по разрядному списку в 1910 году. В том же году поступил в Санкт-Петербургскую духовную академию. Увлёкся проповеднической деятельностью. Однако на этом пути выросла серьёзная помеха: природный порок речи — гнусавость и шепелявость.
Однажды Сергей Зарин пригласил Николая Платонова репетитором его сестры Лизы. Вскоре Платонов сделал ей предложение, и Лиза в 19 лет вышла за него замуж.
В 1914 года окончил Санкт-Петербургскую духовную академию с дипломом магистранта и профессорского стипендиата той же академии, будучи втором по успеваемости; первым был будущий митрополит Николай (Ярушевич). Позднее удостоен звания магистра богословия за сочинение об Евангелиях.

### Священническое служение до ухода в обновленчество
17 мая 1914 года состоялась его священническая хиротония, назначен клириком Андреевского собора на Васильевском острове, находившейся посреди рынка.
С 1914—1915 годы — преподаватель Санкт-Петербургской духовной семинарии.
По воспоминаниям Анатолия Краснова-Левитина: «Сразу после рукоположения — блестящий, шумный успех проповедника. Сразу обнаруживается яркий ораторский темперамент: проповеди пламенные, патетические; порой доходит до истошного крика; мелодраматические эффекты. В то же время пишет статьи в церковные журналы. Все статьи имеют ярко выраженную черносотенную окраску. Словечки: „всемирный еврейский кагал“, „спасать русский народ“, „жидомасоны“».
После революции резко меняет политические взгляды: «Оказывается, наш вития всегда бесконечно любил простой народ, только и делал, что боролся за его свободу. И вот, мы видим его уже деятелем „Партии Народной Свободы“. Он выступает кандидатом в Учредительное Собрание от Васильевского острова по списку кадетской партии. Он по-прежнему пишет статьи, но теперь в них мелькают уже другие словечки: „народная свобода“, „на пути демократического развития“, „недоброе старое царское время“ и т. д. На выборах в Учредительное, впрочем, провалился: Васильевский остров, населенный рабочими, послал представителей социалистических партий; новоявленный ревнитель „народной свободы“ не подошёл».
С 1917 года — член Петроградского епархиального совета.
После избрания на патриарший престол Патриарха Тихона поддерживал его. Приветствовал Патриарха Тихона во время его посещения Петрограда: «Он говорил о Патриархе как о путеводном светоче России, он вспоминал о Патриархе Гермогене, Патриархе-Подвижнике и Крестоносце. Он сравнивал торжество в Исакиевском соборе с Входом Господним в Иерусалим. Он говорил о Патриархе, грядущем на вольную страсть. Эхо разносило его сильный, гнусавый голос; тысячи людей, переполнявших огромный собор, были потрясены. Умиленный Патриарх, сняв камилавку с архидиакона, возложил её на молодого священника, когда он после проповеди вернулся в алтарь, и со слезами на глазах произнёс: „Аксиос“. „Аксиос, аксиос, аксиос!“ — подхватило духовенство. Отец Николай Платонов, возведенный вскоре в протоиереи, стал героем дня и вскоре получил настоятельство в Андреевском соборе».
Летом 1918 года был арестован. По воспоминаниям Анатолия Краснова-Левитина «было время красного террора, на Гороховой 2, в подвалах, расстреливали пачками». Через две недели отец Николай возвращается к себе домой.
В начале обновленческого раскола позиционировал себя как сторонника патриарха Тихона. По воспоминаниям Анатолия Краснова-Левитина: «Он горой за Патриарха, он произносит речи, очень яркие, очень эмоциональные, очень убедительные, в которых защищает Патриарха и громит живоцерковников».
Николая Платонова, тогда ещё не ушедшего в обновленчество, упоминает в своём предсмертном письме митрополит Вениамин (Казанский): «За судьбу Церкви Божией я не боюсь. Веры надо больше, больше её иметь надо нам, пастырям. Забыть свои самонадеянность, ум, учёность, и силы и дать место благодати Божией. Странны рассуждения некоторых, может быть и выдающихся пастырей — разумею Платонова, — надо хранить живые силы, то есть их ради поступаться всем. Тогда Христос на что? Не Платоновы, Чепурины, Вениамины и тому подобные спасают Церковь, а Христос. Та точка, на которую они пытаются встать, — погибель для Церкви. Надо себя не жалеть для Церкви, а не Церковью жертвовать ради себя».

### Обновленческий священник
В 1923 году был арестован. По воспоминаниям Анатолия Краснова-Левитина: «Почитатели Платонова его оплакивают, готовятся служить панихиды о мученике за веру. <…> Через месяц в его квартире, 6 линия 11, ночью раздается звонок. Дрожащая Елизавета Михайловна открывает дверь и глазам не верит: на пороге стоит её муж, улыбающийся, веселый. „Выпустили“. И очередное перевоплощение. Платонов — ярый живоцерковник. Он носится как угорелый по Васильевскому острову. В короткий срок он все василеостровские церкви (кроме Киевского подворья — монахи-украинцы проявили упрямство) приводит к Живой Церкви. Андреевский собор становится цитаделью церковного обновления. Каждое воскресение отец Николай Платонов, взойдя на кафедру, произносит проповеди. Он горой за Живую Церковь. Он произносит речи, очень яркие, очень эмоциональные, очень убедительные, в которых защищает Живую Церковь и громит тихоновцев». С марта 1923 года — настоятель Исаакиевского собора; с 1924 года — уполномоченный обновленческого Священного Синода по Ленинградской епархии и член Ленинградского епархиального управления.
Участвовал в «3-м Всероссийском Поместном Соборе» (втором обновленческом) согласно постановлением от 1 октября 1925 года был избран епископом.

### Обновленческий епископ
8 ноября 1925 года в Екатерининской церкви, что на Васильевском острове хиротонисан во епископа Гдовского Ленинградской епархии, став первым женатым епископом в Ленинграде. Чин хиротонии совершали: митрополит Вениамин (Муратовский), архиепископ Михаил (Попов), архиепископ Николай (Соболев), архиепископ Александр (Сахаров), архиепископ Александр (Лебедев).
18 ноября 1925 года назначен обновленческим епископом Охтенским, викарем Ленинградской епархии.
С 1925 по 1929 год состоял профессором Ленинградского богословского института по кафедре экзегетики Нового Завета.
25 января 1926 года возведён в сан архиепископа и награждён бриллиантовым крестом на клобук. По воспоминаниям Анатолия Краснова-Левитина «настоящий хозяин Ленинградской епархии, власть которого, однако, оспаривал протопресвитер о. Александр Боярский». Выступал против Боярского где и как только мог.
Во время празднования 5-летнего юбилея обновленчества участвовал в торжественном богослужении в честь юбилея.
3 августа 1926 года становится членом обновленческого Священного Синода.
10 сентября 1926 года назначен заведующим информационно-организационных отделов при обновленческом Священном Синоде.
18 февраля 1927 года назначен заместителем председателя ЕУ и I викарием Ленинградской епархии.
С мая 1927 года — заместитель председателя Ленинградского ОМЦУ.
В 1930-е годы «начинает занимать в обновленческой иерархии более заметное место и не только спорит за влияние с А. И. Введенским, но уже оттесняет его на задний план».
В книге «Очерки истории русской церковной смуты» он в этот период характеризуется так: «Николай Федорович по-прежнему огромной популярностью пользуется среди народа. Снискав жгучую ненависть среди приверженцев старого православия, которые говорят о нём, как об агенте ГПУ и о предателе Церкви, он, тем не менее, является кумиром для огромной массы прихожан Андреевского собора. Настоятель служит почти каждое воскресение и каждый праздник. Его ораторский талант достигает в это время своего зенита и его яркие и эмоциональные речи волнуют слушателей. Его ораторское мастерство все совершенствуется. Если раньше Платонов во время речи не всегда соблюдал определённую меру, доходя в конце речи до истошного крика, то теперь ритм его речи становится все более четким и ясным. Он является в это время хозяином своего темперамента — и пламенные концовки его речей не имеют больше крикливых интонаций. Путем упорной работы над собой Платонов в это время преодолевает свои природные дефекты: гнусавость и шепелявость, его голос звучит во время проповеди мужественно и энергично, лишь в отдельные моменты, по тому напряжению, с которым произносятся отдельные фразы, внимательный слушатель чувствует, как трудно оратору преодолевать свой природный порок речи».
31 октября 1933 года умерла его первая жена — Елизавета Михайловна Платонова.
1 сентября 1934 года обновленческим Священным Синодом назначен митрополитом Ленинградским взамен ушедшего на покой митрополита Серафима (Руженцева). 9 сентября принял Ленинградскую епархию.
В первые же дни своего управления новый иерарх всячески старался повысить свой авторитет: имея кафедру в Спасо-Сенновском Успенском соборе, он присвоил Андреевскому собору название Митрополичьего Крестового Собора. Торжественные поездки в Карелию, Псков, Новгород и Боровичи должны были повысить его авторитет в провинциальных епархиях.
В августе 1936 года в Спасо-Преображенском соборе г. Ленинграда венчался с одной вдовой при наличии брошенной им законной жены и не разведённой. Свадьба происходила в соборе при наглухо закрытых дверях, в присутствии лишь небольшого числа прихожан. Новобрачный был одет в штатское — в синий (627) шевиотовый костюм — священник и диакон поминали врачующихся, как «рабов Божиих Николая и Марию» — без всяких титулов. Этот «скандальный» брак окончательно скомпрометировал его в глазах многих его бывших поклонников и почитателей по Андреевской церкви на Васильевском острове.
В сентябре 1937 года был вызван в ленинградское отделение НКГБ. Он пробыл там два дня. «Через двое суток, под вечер, Платонов пришел домой, осунувшийся, побледневший, но в хорошем настроении. „На днях уезжаем в Сочи“, — объявил он с места в карьер испуганной жене. Действительно, через три дня Платонов уехал отдыхать с женой в Сочи (обычно он ездил в Крым), И сразу же, после отъезда уставшего обновленческого владыки, в Ленинграде начались поголовные аресты обновленческого духовенства <...> От всего многочисленного ленинградского духовенства сразу осталась лишь жалкая горсточка, не более 10-15 человек».
В ноябре вернулся в Ленинград и приступил к управлению остатками Ленинградской обновленческой епархии. Однако, к всеобщему недоумение он совершенно перестал служить. Лишь 19 декабря на Николин день он единственный раз совершил богослужение.
В январе 1938 года вызвал к себе двух обновленческих священников: Михаила Бакулева и Сергия Румянцева, передал им указ по епархии, в котором говорилось, что Ленинградская епархия, вплоть до назначения нового митрополита, разделяется на две части: в управление одной её частью (Андреевский собор, Смоленское кладбище, Серафимовское кладбище) вступает прот. о. Михаил Бакулев. В управление другой её частью (Спасо-Сенновский собор, Спасо-Преображенский собор и церковь св. князя Владимира — на станции Лисий нос) — вступает о. Сергий Румянцев. После этого удалившись в свою комнату, переоделся в светский костюм, и, вернувшись, объявил: «Итак, теперь я не имею к Церкви никакого отношения и сегодня мною подано заявление о снятии сана — работайте без меня, желаю вам успеха».

### На антирелигиозной работе
Через несколько дней в «Известиях» и в «Правде» было опубликовано отречение Н. Ф. Платонова. В одном из своих «отречений» он написал: «Рост культурной жизни страны, успехи социалистического строительства, изучение классиков марксизма-ленинизма способствовали изжитию былых религиозных предрассудков, и я с начала января 1938 г. по убеждению вышел из состава духовенства и ушел из церкви».
В книге «Очерки истории русской церковной смуты» отмечалось: «неизвестен ни один случай ухода из Церкви кого-либо из прихожан Андреевского собора. Самые верные почитатели Платонова, самые ярые его поклонники — такие, как Александра Ивановна Тележкина — без колебаний покинули Платонова — и он остался совершенно один».
4 апреля 1938 года освобожден от управления Ленинградской митрополией и исключен из списков обновленческого епископата.
По свидетельству Анатолия Краснова-Левитина: «В этих перевоплощениях — боль, мучительный надрыв. И в его пламенных, подчас истерических, сначала обновленческих, а потом и антирелигиозных, речах — желание убедить не столько других, сколько самого себя».
В 1938—1940 годы выступал в ленинградских домах культуры, на фабриках и заводах, рассказывая о том, почему он ушёл из Церкви.
Прослушал полный курс лекций в университете марксизма-ленинизма, на семинарах выступал с оценкой «отлично». В 1940—1941 годы работал научным сотрудником музея «Истории религии и атеизма» в помещении бывшего Казанского собора. Туда же он сдал свои архиерейские регалии, кои как экспонаты были выставлены.
В августе 1941 года была арестована его жена. Через месяц умер от голода двухлетний ребёнок, отданный отцом кому-то на воспитание.

### Смерть
В феврале 1942 года, как писал Краснов-Левитин, всеми оставленный, одинокий, голодный, он постучался к Александре Ивановне Тележкиной — своей старой прихожанке, обожавшей его всю жизнь. Она открыла перед ним свои двери и приютила в своей маленькой комнатке своего бывшего владыку — и поделилась с ним последним куском хлеба.
Перед смертью пришёл в Никольский морской собор, принадлежавший Патриаршей церкви, и принёс покаяние, о чём также написал Краснов-Левитин: "На третьей неделе Великого Поста, в среду, во время литургии Преждеосвященных Даров, в Николо-Морском соборе происходила общая исповедь. Исповедовал престарелый протоиерей о. Владимир Румянцев. Неожиданно в толпу исповедников замешался Н. Ф. Платонов — и начал громко каяться, ударяя себя в грудь. Затем в общей массе он подошел к священнику. О. Владимир — молча накрыл его епитрахилью и произнес разрешительную молитву. «Господи, благодарю Тебя за то, что Ты простил меня! Веровал, верую и буду веровать! — Воскликнул он, отходя от Святой Чаши. Он умер на другой день, в холодную ленинградскую мартовскую погоду, и погребен на Смоленском кладбище в братской могиле, среди беспорядочной груды трупов умерших от голода людей».
По другим данным, причастился Святых Таин самовольно.